# Дантист (фільм, 1932)
«Дантист» (англ. The Dentist) — американська короткометражка кінокомедія режисера Леслі Пірса 1932 року.

## Сюжет
Нестандартний стоматолог займається з пацієнтами в стилі буфонади.

## У ролях
- В.К. Філдс — дантист
- Марджорі Кейн — Мері — дочка дантиста
- Арнольд Ґрей — Артур Айсмен
- Дороті Ґрейнджер — пацієнт
- Еліз Каванна — пацієнт
- Зедна Фарлі — асистент дантиста
- Джозеф Белмонт — містер Бенфорд
- Біллі Блетчер — бородатий пацієнт
- Джо Бордо — помічник Бенфорда
- Гаррі Бауен — Джо